# Воскресеновка (село, Михайловский район)
В Амурской области также есть станция Воскресеновка в Михайловском районе и Воскресеновка в Серышевском районе.
Воскресе́новка — село в Михайловском районе Амурской области России.
Административный центр Воскресеновского сельсовета.

## География
Село Воскресеновка расположено на автодороге областного значения Благовещенск — Тамбовка — Райчихинск, в 5 км восточнее автодороги областного значения Завитинск — Поярково.
Расстояние до районного центра Поярково — 42 км.
От села Воскресеновка на север идёт дорога к селу Шумиловка, на юг — к селу Кавказ, в 5 км юго-западнее находится станция Воскресеновка и проходит линия Забайкальской железной дороги Завитая — Поярково.

## Население
| 2002 | 2010 | 2012 | 2013 | 2014 | 2015 | 2016 |
| ---- | ---- | ---- | ---- | ---- | ---- | ---- |
| 337  | ↘269 | ↗271 | ↗273 | ↘272 | ↘264 | ↘245 |
| 2017 | 2018 |      |      |      |      |      |
| ↘241 | ↘230 |      |      |      |      |      |

## Инфраструктура
Сельскохозяйственные предприятия Михайловского района.